# Андреас из Регенсбурга

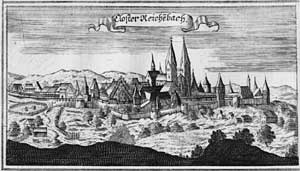
Монастырь Райхенбах-ам-Реген. Гравюра Иоганна Ульриха Крауса из «Атласа Баварии» Антона Вильгельма Эртля (1687)

Андре́ас из Ре́генсбурга, он же Андреас Мюллер, или Мюлльнер (нем. Andreas von Regensburg, Andreas Müller, лат. Andreas Ratisbonensis, или Andreas Reginoburgensis; около 1380, Райхенбах — 7 декабря 1442 или 1447, Регенсбург) — средневековый немецкий хронист и теолог, монах-августинец, каноник, затем декан монастыря Санкт-Манга (Св. Магнуса) в Штадтамхофе, автор сочинений по истории Баварии, Священной Римской империи и гуситского движения.

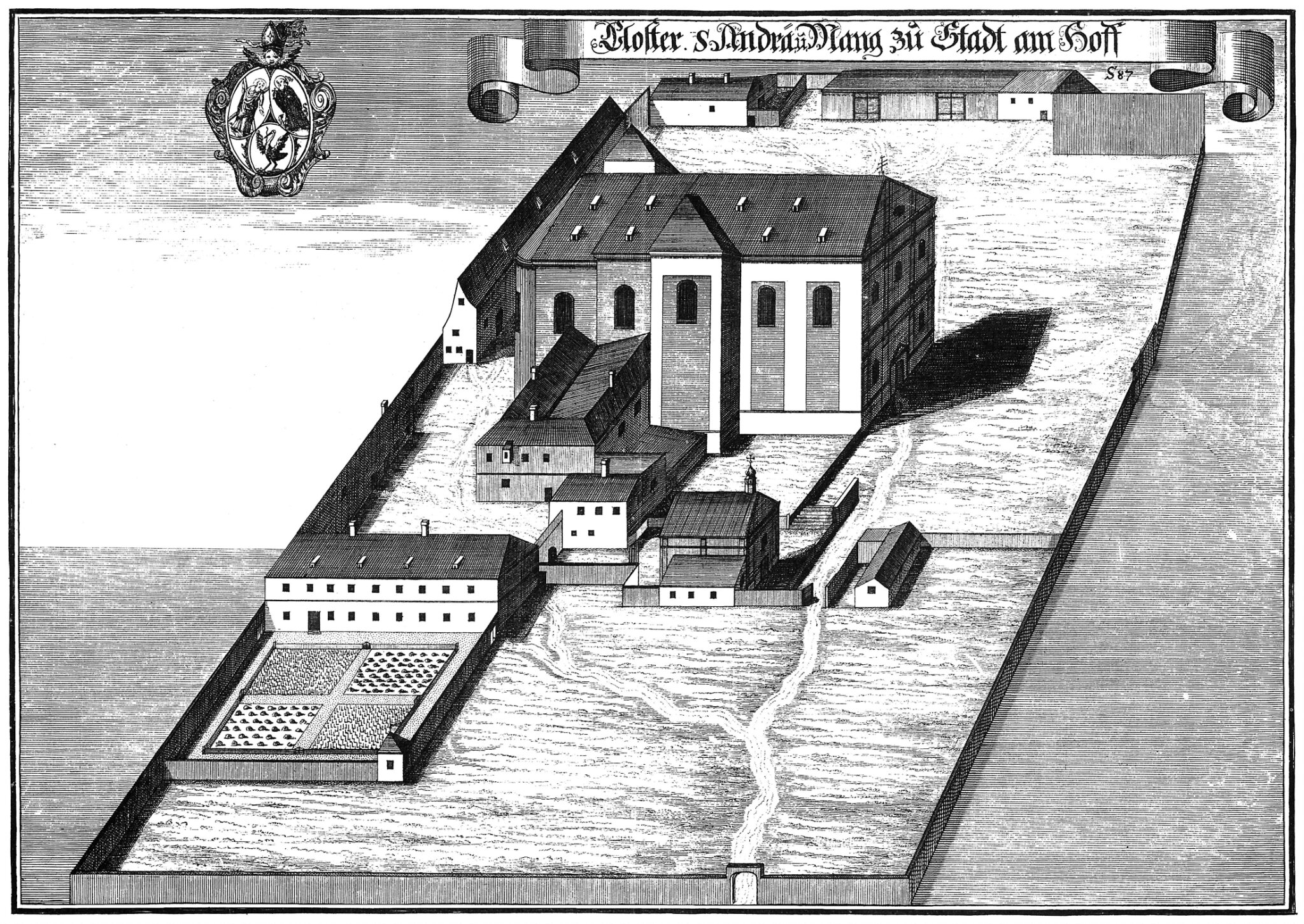
Августинский монастырь Святого Манга в Штадтамхофе. Гравюра Михаэля Венинга, 1716 г.

## Биография

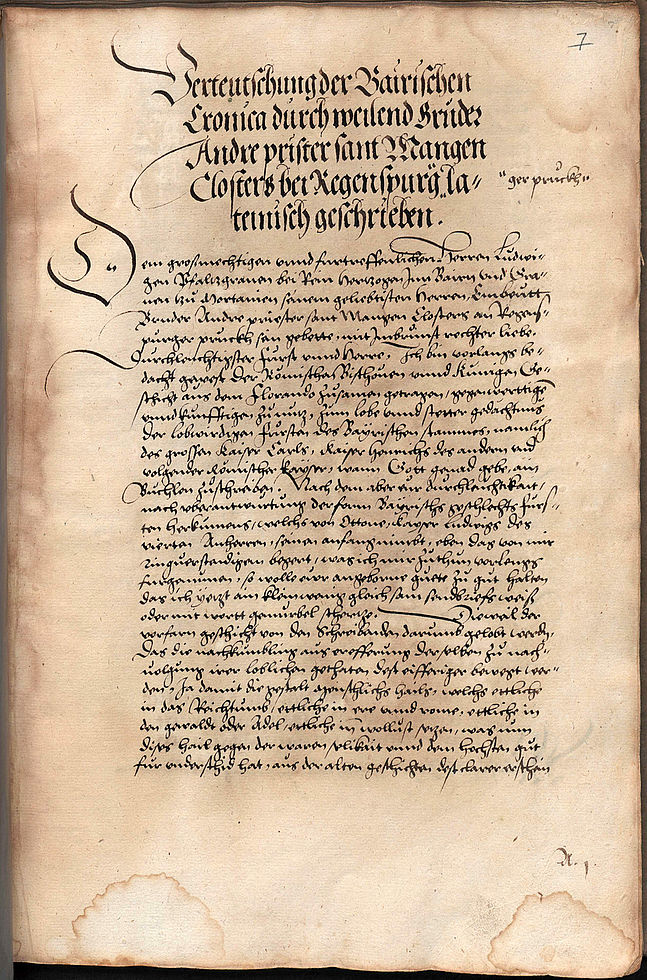
Лист рукописи «Хроники князей Баварии» Андреаса Регенсбургского из Баварской государственной библиотеки, 1430 г.

Родился около 1380 года в Райхенбахе в долине Регенталь (совр. округ Верхний Пфальц федеральной земли Бавария), в семье зажиточного бюргера, носившего фамилию Мюллер (нем. Müller) или Мюлльнер (нем. Müllner). Утверждение известного баварского историка-гуманиста и энциклопедиста первой половины XVI века Иоганна Авентина о том, что он происходил из богемского рода фон Брода (нем. von Broda), в настоящее время признано несостоятельным.
Начальное образование получил, вероятно, при Райхенбахском монастыре бенедиктинцев, перед тем как не позже 1393 года поступить в богословскую школу в Штраубинге. В 1401 году принял постриг в августинском монастыре Святого Манга в Штадтамхофе (совр. район Регенсбурга). В 1405 году, на день Святой Троицы, рукоположен был в священники в Айхштетте.
Начиная с 1410 года постоянно проживал в монастыре Святого Манга, прослужив там много лет архивариусом, затем каноником, а c 1438 года занимая должность декана, и лишь периодически покидал его для выполнения поручений Баварско-Ингольштадтского герцога Людвига VII Бородатого (1413—1447), регенсбургских епископов Альберта III фон Штауфенберга (1409—1421), Иоганна II фон Штрайтберга (1421—1428) и Конрада VII фон Зоста (1428—1437), а также, возможно, князя-епископа Мюнхена и Фрайзинга Никодемуса делла Скалла (1422—1443). 
В 1431 году в качестве посланника своего монастыря ездил ко двору Баварско-Мюнхенского герцога Эрнста в Штраубинге, добившись, по его собственным словам, урегулирования земельных споров в пользу общины Св. Манга. Между 1435 и 1438 годами занял в монастыре должность декана.
В возрасте примерно 60 лет ушёл на покой, занявшись исключительно литературными трудами и активно пользуясь богатейшей библиотекой монастыря Св. Манга. Известно, что скончался он в родной обители 7 декабря, но год смерти точно не установлен, называются различные даты между 1442 и 1447 годами.

## Сочинения
Является автором, как минимум, тринадцати безусловно атрибутируемых ему трудов, восемь из которых имеют самостоятельное значение, три являются подготовительными, и ещё два представляют собой документальные сборники:
- «Краткой хроники 1396—1418 гг.» (лат. Chronicon Breve, a. 1396—1418), сохранившейся в автографической рукописи из Баварской государственной библиотеки в Мюнхене, где она носит название «некой», или «чьей-то» хроники (лат. Cronica quedam)[13], и представляющей собой отрывочные заметки, вероятно, подготовительного характера.
- «Хроники князей Баварии» (нем. Chronik von den Fürsten zu Bayern), написанной в 1425—1428 годах на северобаварском диалекте средневерхненемецкого языка по заказу герцога Людвига VII[11] и охватывающей события с древнейших времён до 1427 года[8]. Основными источниками для неё послужили исторические труды Оттона Фрейзингенского, «Пантеон» Готфрида из Витербо и «Кастлская рифмованная хроника»[14]. Завоевав в качестве первой национальной баварской летописи широкую популярность у современников и потомков, она в начальных своих разделах содержит немало мифов, таких как, например, о переселении древних баваров из Армении и получении римской провинцией Норик названия по имени царевича Норикса, легендарного сына Геракла[15]. Дополненная позднейшими продолжателями до 1452 года[9], она сохранилась не менее чем в 15 рукописях XV—XVI веков из собраний Баварской государственной библиотеки, университетской библиотеки Гейдельберга и библиотеки замка Вайсенштайн в Поммерсфельдене, и впервые была полностью опубликована в 1829 году в Штуттгарте немецким историком, директором Баварской королевской библиотеки Максимилианом фон Фрейбергом-Айзенбергом[нем.][16].
- «Хроники правителей земли Баварской» (лат. Cronica de principibus terrae Bavarorum) — расширенной латинской версии предыдущей, составленной не позже 1442 года и охватывающей события от Рождества Христова до 1436 года. Продолженная до 1486 года регенсбургским священником Леонардом Паухольцем фон Остерховеном[11], она дошла до нас не менее чем в 15 манускриптах[8] из Земельной и университетской библиотеки Гамбурга, Баварской государственной библиотеки, Университетской библиотеки Касселя[нем.], Австрийской национальной библиотеки в Вене и Библиотеки герцога Августа в Вольфенбюттеле[17].
- «Хроники епископов Регенсбурских» (лат. Chronicon episcoporum Ratisbonensium), доведённой до 1428 года[11], источником для которой в основном послужили латинские анналы местного бенедиктинского имперского аббатства Святого Эммерама.
- «Хроники пап и императоров Римских» (лат. Cronica pontificum et imperatorum Romanorum), излагающей историю Священной Римской империи и католической церкви с сотворения мира до 1422 года[18], в продолжении до 1438 года[8], составленной главным образом на основании одноимённого труда Мартина Опавского (1278)[11], а также хроник Фрутольфа из Михельсберга и Эккехарда из Ауры[12]. Особое внимание в ней уделяется Регенсбургской епархии, но также сообщается о событиях в Священой Римской империи и делах папской курии. Получив широкую известность, уже в 1471 году она переведена была на немецкий язык Леонардом Хеффом, а в 1558 году — Георгом Фрёлихом, и сохранилась в 23 рукописях XV, XVI и XVIII веков из Государственной библиотеки Бамберга, Земельной и университетской библиотеки Гамбурга, Баварской государственной библиотеки, Австрийской национальной библиотеки и Библиотеки герцога Августа. Впервые она напечатана была в 1723 году в Аугсбурге Бернхардом Пецем[нем.][19].
- «Продолжения Хроники пап и императоров Римских» (лат. Continuatio Cronicae pontificum et imperatorum Romanorum), доводящего изложение событий до 1438 года[7] и сохранившегося в семи рукописях XV века из собраний Баварской государственной библиотеки, Австрийской национальной библиотеки, городской библиотеки Клостернойбурга и Музея книги города Брно.
- «Краткого обозрения состояния города Регенсбурга и различных ересей» (лат. Compendium de condicione civitatis Ratisponensis et de diversis hereticis), или «О древностях города Регенсбурга и различных ересях» (лат. De statu urbis Ratisbonensis antiquo et de variis haeresibus). Составленного из выдержек из «Хроники пап и императоров», сделанных для епископа Иоганна II в рамках подготовки созванного 1 июля 1422 года в Нюрнберге церковного собора по гуситскому вопросу[12], и сохранившегося в рукописях XV и XVII веков, первая из которых находится в библиотеке университета Мюнхена, а вторая — в Баварской государственной библиотеке.
- «Гуситской хроники» (лат. Cronica Husitarum) — довольно тенденциозного, но весьма обстоятельного описания военных походов против чешских таборитов с 1419 по 1428 год. Основанная не только на устных источниках, но и подлинных документах, хроника была закончена в 1429 году[20] и использовалась в качестве источника позднейшими историками, в частности, профессором богословия Венского университета Томасом Эбендорфером и деканом соборного капитула Гамбурга Альбертом Кранцем. Сохранившаяся, как минимум, в пяти рукописях XV столетия из Баварской государственной библиотеки и Австрийской национальной библиотеки, а также в двух копиях XVIII века из муниципальной библиотеки Меммингена, она впервые была полностью опубликована в 1865 году в Праге под редакцией профессора истории Карлова университета Карла Адольфа фон Хёфлера[нем.][21].
- «Дневника шести годов» (лат. Diarium sexennale) — подготовительных заметок за 1422—1427 годы[20], сделанных в рамках подготовки к написанию «Гуситской хроники», но зафиксировавших также ряд автобиографических сведений и фактов истории города Регенсбурга[14]. Автограф их хранится в Баварской государственной библиотеке под шифром BSB, clm 903[8].
- «Исторических заметок» (лат. Notae historicae) — дополнений к предыдущим за 1430—1435 годы, сохранившихся в рукописи XV века, которая находится в Национальной библиотеки Франции в Париже.
- «Диалога о богемской ереси» (лат. Dialogus de haeresi Bohemica), написанного в 1430 году и рассматривающего идеологические вопросы гуситского движения[22]. Сохранившегося в пяти манускриптах XV и XVIII веков из собраний библиотеки Базельского университета[нем.], Баварской государственной библиотеки и Национальной библиотеки Франции[23].
- Сборника «Констанцский собор» (лат. Concilium Constantiense) — составленного в 1422 году[7] из документов этого исторически эпохального церковного съезда (1414—1418), ликвидировавшего последствия папской схизмы, в том числе уникальных. Сборник дошёл до нас в тех же самых манускриптах XV и XVIII веков, что содержат текст «Гуситской хроники», кроме одного из Баварской библиотеки под шифром BSB, clm 5424[24].
- Сборника «Провинциальный собор» (лат. Concilium provinciale) — составленного примерно в те же годы из документов регенсбургского епархиального синода 1419 года[14], принявшего установления провинциального синода Зальцбурга (1418). Сохранившегося в одной рукописи XV века из Австрийской национальной библиотеки (Cod. 3296) и двух рукописях XVIII века (Cod. 2,6 a, 2,6 b) из муниципальной библиотеки Меммингена[25].

Литературное наследие Андреаса Регенсбургского, вместе с сочинениями его нескольких предшественников, было обнаружено в начале XVII столетия в аббатстве Св. Манга и частично опубликовано Франциском Иеремиасом Гриневальдом, учёным монахом Прюльского монастыря бенедиктинцев. Наиболее полное издание его трудов подготовлено было в 1903 году в Мюнхене немецким историком и библиографом, заведующим отделом рукописей Баварской государственной библиотеки Георгом Лейдингером.
Не владея ещё приёмами критики источников, характерными для современных ему итальянских историков-гуманистов, Андреас Регенсбургский остаётся преимущественно хронистом-компилятором, а также собирателем и комментатором важных документов по истории католической церкви, города Регенсбурга, Баварского герцогства и правящего рода Виттельсбахов. Однако, являясь крупнейшим историком Баварии своего времени, предшественником вышеназванного Авентина, прозванного современниками «баварским Геродотом», он по праву заслужил себе своими трудами прозвание «баварского Тита Ливия» (нем. baierisch Titus Livius).

## Публикации
- Andreae Presbyteri ad S. Magnum Ratisbonae Cronicon Generale a Christo nato usque ad annum MCCCCXXII // Thesaurus anecdotorum novissimus. Edidit Bernard Pez. — Tomus IV. — Parte 3. — Augustae Vindelicorum et Graecii, 1723. — coll. 273–636.
- Andreae Ratisbonensis ad S. Magnum Presbyteri Chronik von Bayern // Sammlung historischer Schriften und Urkunden: geschöpft aus Handschriften. Hrsg. von Maximilian Prokop von Freyberg.— Band 2. — Stuttgart: Cotta, 1829. — S. 369–454.
- Fratris Johannes Andreae Ratisbonensis Cronica inedita de exepeditionibus in Bohemiam contra Hussistas haereticos. Hrsg. von Karl Adolf Konstantin von Höfler // Fontes Rerum Austriacarum. — Band VI. Geschichtschreiber der husitischen Bewegung in Böhmen. — Theil 2. — Wien, 1865. — pp. 406–455. — (Scriptores).
- Andreas von Regensburg. Sämtliche Werke // Quellen und Erörterungen zur bayerischen und deutschen Geschichte. Hrsg. von Georg Leidinger. — Neue Folge. — Band 1. — München: M. Rieger, 1903. — cxx, 711 s.